# Arthur Ashkin
Arthur Ashkin (født 2. september 1922, død 21. september 2020) var en amerikansk fysiker, der arbejdede for Bell Laboratories og Lucent Technologies. Ashkin er af mange betragtet som faderen til forskningsfeltet optiske pincetter,
for hvilket han modtog nobelprisen i fysik i 2018. Han bor i Rumson, New Jersey.